# 彩木雅夫
彩木雅夫（日文：／ Saiki Masao，1933年8月5日—2022年9月16日）是日本的作曲家，本名新居一芳（日文：／ Arai Kazuyoshi）。
生于北海道音更町，但不久便迁居至带广市，自学作曲成才。发布的第一首作曲作品是为Jackey吉川与Blue Comets提供的《在爱终结时》（愛の終りに），此时正在北海道放送担任制作人。后也为森进一、五木宏、藤圭子等人提供乐曲，其中为内山田洋&Cool Five所作的《长崎今日又下雨》（長崎は今日も雨だった）曾由包括邓丽君在内的多人翻唱。
近年开始使用VOCALOID，以名义在Niconico动画投稿并获得了“史上最年老P主”的称号，也使用初音未来翻唱以前的作品，如《河水如命运般流淌》（さだめのように川は流れる，原唱者为杏真理子）。